# Mihai Bobocica
Mihai Răzvan Bobocica (Craiova, 8 settembre 1986) è un tennistavolista rumeno naturalizzato italiano.

## Biografia
Nato nel 1986 a Craiova, in Romania, a 21 anni ha partecipato ai Giochi olimpici di Pechino 2008, nel singolo, passando turno preliminare e 1º turno, rispettivamente contro l'iraniano Afshin Norouzi e il russo Fëdor Kuz'min, prima di uscire al 2º, battuto 4 set a 3 dallo sloveno Bojan Tokič.
Quattro anni dopo ha preso parte di nuovo alle Olimpiadi, quelle di Londra 2012, sempre nel singolo, passando il 1º turno contro il cubano Andy Pereira, ma uscendo al 2º, sconfitto 4 set a 2 dall'austriaco Werner Schlager.
Nel 2013 è stato argento nel doppio ai Giochi del Mediterraneo di Mersin, insieme a Marco Rech Daldosso e Niagol Stoyanov, battuto in finale dalla Turchia.
Nel 2023 ai Campionati mondiali di Durban, dopo aver centrato lo storico traguardo dell'approdo agli ottavi di finale, primo uomo italiano a riuscirci, Miha Bobocica (n. 174 del ranking) ha poi perso contro il giapponese Tomokazu Harimoto (n. 4).

## Palmarès

### Giochi del Mediterraneo
- 1 medaglia:
  - 1 argento (Doppio a Mersin 2013)